# Бантињи
Бантињи (фр. Bantigny) насеље је и општина у североисточној Француској у региону Север-Па де Кале, у департману Север која припада префектури Камбре.
По подацима из 2011. године у општини је живело 477 становника, а густина насељености је износила 150,47 становника/km². Општина се простире на површини од 3,17 km². Налази се на средњој надморској висини од 48 метара (максималној 65 m, а минималној 39 m).

## Демографија
| 1962. | 1968. | 1975. | 1982. | 1990. | 1999. | 2011. |
| ----- | ----- | ----- | ----- | ----- | ----- | ----- |
| 258   | 264   | 250   | 440   | 477   | 465   | 477   |

График промене броја становника у току последњих година